# Stylidium exappendiculatum
Stylidium exappendiculatum este o specie de plante dicotiledonate din genul Stylidium, familia Stylidiaceae, ordinul Asterales. A fost descrisă pentru prima dată de Allen Lowrie și Sherwin Carlquist, și a primit numele actual de la Wege. Conform Catalogue of Life specia Stylidium exappendiculatum nu are subspecii cunoscute.